# Dorothy Tutin
Dame Dorothy Tutin DBE (* 8. April 1930 in London; † 6. August 2001 in Midhurst, West Sussex) war eine britische Schauspielerin. Sie galt als eine der vielseitigsten und angesehensten britischen Darstellerinnen ihrer Generation, blieb aber aufgrund einer vergleichsweise unspektakulären Filmkarriere international relativ unbekannt.

## Leben und Werk
Tutin absolvierte ihre Schulbildung an der St. Catherine's School bei Guildford und studierte anschließend Schauspiel an der Royal Academy of Dramatic Art. Mit nur 19 Jahren machte sie dort ihren Abschluss und wurde schnell zu einer gefragten Bühnenschauspielerin. Großes Kritikerlob (u. a. von Kenneth Tynan) erhielt sie 1953 für ihren Auftritt als sexuell befreite junge Katholikin in Graham Greenes erstem Stück The Living Room, danach galt sie als fest etabliert.
Zwischen 1958 und 1999 trat sie regelmäßig mit der Royal Shakespeare Company auf und spielte in über zwei Dutzend von deren Produktionen. Gegen Ende ihrer Karriere hatte sie fast alle großen weiblichen Rollen von Shakespeare gespielt, etwa Julia, Ophelia, Portia und Lady Macbeth. Man sah sie aber auch mehrfach in Stücken von Anton Tschechow, Henrik Ibsen und August Strindberg. 1954 spielte sie die Rolle der Sally Bowles in der englischen Erstproduktion von John Van Drutens Stück I Am a Camera, auf dem das Musical Cabaret fußt. Mehrfach trat sie auch in den Werken von Harold Pinter auf, so 1971 in der Uraufführung von Alte Zeiten und 1985, sowohl am West End als auch in einer Fernsehverfilmung, in A Kind of Alaska. Da sie mit ihrer Bühnenpräsenz selbst unsympathische Rollen differenziert gestalten konnte, wurde sie in späteren Jahren vermehrt auf diese besetzt. In den 1980er- und 1990er-Jahren spielte Tutin in vielen Boulevardkomödien am Londoner West End, die nach Ansicht einiger Kritiker aber auch ihre Talente unterforderten. Zuletzt war sie dort 1999 neben Joss Ackland in Donald L. Coburns Zwei-Personen-Stück The Gin Game zu sehen. In ihrem Nachruf nannte Daily Telegraph sie
„eine der bezauberndsten, fähigsten und intelligentesten Leading Ladys der britischen Bühne in der Nachkriegszeit. Mit ihrer heisernen Stimme, dunklen brauen Augen, einem melancholischen Lächeln und Sinn für Humor brachte sie in ihrer über 40 Jahre währenden Karriere ihren Charme in alle Arten von Bühnendramen, ob altertümlich oder modern, sowie in Filme und Fernsehspiele ein.“
Im Vergleich zu anderen Bühnengranden ihrer Generation wie Maggie Smith oder Judi Dench feierte sie nie ganz große Erfolge im Filmgeschäft. Ihr Filmdebüt gab sie 1952 als Cecily in Anthony Asquiths Oscar-Wilde-Verfilmung Ernst sein ist alles, wofür sie eine BAFTA-Nominierung erhielt. In den 1950er-Jahren spielte sie mit Polly Peachum in Die Bettleroper (1953) nach John Gay sowie mit Lucie Manette in der Charles-Dickens-Verfilmung A Tale of Two Cities (1958) zwei weitere literarische Gestalten auf der Kinoleinwand. Allerdings lehnte sie andere Kinorollen ab, da sie die weiblichen Hauptfiguren im britischen Kino der 1950er-Jahre nicht interessant genug fand. Erst Anfang der 1970er-Jahre sah man sie wieder auf der Kinoleinwand, als Königin Henrietta im Historienfilm Cromwell – Krieg dem König sowie als polnische Schriftstellerin Sophie Brzeska in der Hauptrolle von Ken Russells Savage Messiah. Von den 1970er- bis in die 1990er-Jahre war sie im britischen Fernsehen häufiger in markanten Charakterrollen in Literaturverfilmungen oder historischen Stoffen zu sehen.
1967 wurde Tutin für ihre künstlerischen Verdienste als Commander in den Order of the British Empire aufgenommen, 2000 wurde sie schließlich zur Dame geadelt. Von 1964 bis zu ihrem Tod war Tutin mit dem Schauspieler Derek Waring (1927–2007) verheiratet. Sie hatten den Sohn Nicholas und die Tochter Amanda, die beide ebenfalls zeitweise Schauspieler waren. Tutin starb im August 2001 im Alter von 71 Jahren an Leukämie.

## Schauspielerische Auszeichnungen
- 1953: BAFTA-Film-Award-Nominierung als Bester Newcomer (männlich oder weiblich) im Film für Ernst sein ist alles
- 1960: Evening Standard Award als Beste Schauspielerin für Was ihr wollt
- 1960: Tony-Award-Nominierung als Beste Hauptdarstellerin für Portrait of a Queen
- 1970: BAFTA-TV-Award-Nominierung als Beste Schauspielerin für The Six Wives of Henry VIII
- 1973: BAFTA-Film-Award-Nominierung als Beste Hauptdarstellerin für Savage Messiah
- 1975: Evening Standard Award als Beste Schauspielerin für Ein Monat auf dem Lande
- 1975: BAFTA-TV-Award-Nominierung als Beste Schauspielerin für South Riding
- 1976: Laurence Olivier Award als Beste Schauspielerin eines Revivals für Ein Monat auf dem Lande
- 1978: Laurence Olivier Award als Beste Schauspielerin eines Revivals für The Double Dealer

## Filmografie (Auswahl)
- 1952: Ernst sein ist alles (The Importance of Being Earnest)
- 1953: Die Bettleroper (The Beggar’s Opera)
- 1958: Zwei Städte (A Tale of Two Cities)
- 1962: The Cherry Orchard (Fernsehfilm)
- 1970: Die sechs Frauen Heinrich VIII (The Six Wives of Henry VIII, Miniserie, 2 Folgen)
- 1970: Cromwell – Krieg dem König (Cromwell)
- 1972: Savage Messiah
- 1974: South Riding (Miniserie, 5 Folgen)
- 1977: Sister Dora (Miniserie, 3 Folgen)
- 1982: Die unglaublichen Geschichten von Roald Dahl (Tales of the Unexpected, Fernsehserie, Folge 5x02)
- 1983: King Lear (Fernsehfilm)
- 1985: Mord mit doppeltem Boden (Murder with Mirrors, Fernsehfilm)
- 1985: Die letzte Jagd (The Shooting Party)
- 1985: A Kind of Alaska (Fernsehfilm)
- 1986: Robin Hood (Robin of Sherwood, Fernsehserie, Folge 3x06)
- 1989: Der Doktor und das liebe Vieh (All Creatures Great and Small, Fernsehserie, Folge 6x08)
- 1992: Party Time (Kurzfilm)
- 1993: Die Abenteuer des jungen Indiana Jones (The Young Indiana Jones Chronicles, Fernsehserie, Folge 2x15)
- 1993: Liebste Braut, ich hab 'ne Freundin (Dancing Queen, Fernsehfilm)
- 1993: Body & Soul (Miniserie, 5 Folgen)
- 1994: Wunderbare Augenblicke der Luftfahrt (Great Moments in Aviation)
- 1994: Scarlett (Miniserie, Folge 1x04)
- 1995: The Great Kadinsky (Fernsehfilm)
- 1995: Jake’s Progress (Miniserie, 5 Folgen)
- 1996: Alive & Kicking – Jetzt erst recht! (Indian Summer)
- 1998: This Could Be the Last Time (Fernsehfilm)